# Левахи
Левахи — деревня в Киржачском районе Владимирской области России, входит в состав Кипревского сельского поселения. 

## География
Деревня расположена в 27 км на юг от центра поселения деревни Кипрево и в 17 км на юго-восток от райцентра города Киржач.

## История
В XIX — начале XX века деревня входила в состав Овчининской волости Покровского уезда, с 1926 года — в составе Александровского уезда. В 1859 году в деревне числилось 13 дворов, в 1905 году — 24 двора, в 1926 году — 29 дворов.
С 1929 года деревня являлась центром Левахинского сельсовета Киржачского района, с 1940 года — в составе Новоселовского сельсовета, с 1959 года — в составе Лукьянцевского сельсовета, с 1969 года — в составе Новоселовского сельсовета, с 2005 года — в составе Кипревского сельского поселения.

## Население
| 1859 | 1905 | 1926 | 2002 | 2010 | 2021 |
| ---- | ---- | ---- | ---- | ---- | ---- |
| 120  | ↗131 | ↘126 | ↘2   | ↘0   | ↗3   |